# Michael Albasini
Michael Albasini (Mendrisio, 20 december 1980) is een voormalig Zwitsers wielrenner.

## Loopbaan
Albasini reed in 2001 als stagiair voor Fassa Bortolo, maar ondanks een vierde plaats in de Ster Elektrotoer kon hij de ploeg niet overtuigen en hij kreeg geen profcontract aangeboden. Dat kreeg hij wel in 2003, bij Phonak. Hier reed hij twee jaar lang vrij anoniem rond, met een vijfde plaats in het Kampioenschap van Zürich in 2004 als beste resultaat.
Vanaf 2005 reed Albasini bij Liquigas waar hij vaak werd uitgespeeld als knecht van Mario Cipollini, Danilo Di Luca en Stefano Garzelli. Hij boekte zijn eerste zege als professional in een etappe in de Ronde van Zwitserland van dat jaar, toen hij de snelste was van een kopgroep. Albasini won ook nog ritten in de Ronde van Luxemburg en de Omloop van de Sarthe.
Sinds 2012 rijdt Albasini voor Orica GreenEDGE. In dat jaar won hij onder andere het eindklassement van de Ronde van Catalonië. Hij nam ook deel aan de Olympische Spelen in Londen: in de individuele tijdrit eindigde hij als dertigste en in de wegrit als 96e. Hij was ook geselecteerd voor de Olympische Spelen van 2008 maar hij kon niet deelnemen omdat hij een sleutelbeen brak tijdens een training enkele dagen voor de olympische wegrace.
In 2016 nam Albasini deel aan de wegwedstrijd op de Olympische Spelen in Rio de Janeiro, maar reed deze niet uit.

## Palmares

### Overwinningen
2000 - 1 zege
Tour du Canton de Genève
2002 - 1 zege
1e etappe GP van Kranj
2005 - 2 zeges
5e etappe Ronde van Zwitserland
Sprintklassement Ronde van Zwitserland
2006 - 1 zege
Bergklassement Ronde van Zwitserland
2007 - 1 zege
4e etappe Omloop van de Sarthe
2008 - 1 zege
3e etappe Ronde van Luxemburg
2009 - 4 zeges
4e etappe Ronde van het Baskenland
4e etappe Ronde van Zwitserland
2e etappe Ronde van Oostenrijk
 Eindklassement Ronde van Oostenrijk
2010 - 2 zeges
3e etappe Ronde van Groot-Brittannië
 Eindklassement Ronde van Groot-Brittannië
2011 - 4 zeges
Bergklassement Ronde van het Baskenland
3e etappe Ronde van Beieren
GP Kanton Aargau
13e etappe Ronde van Spanje
2012 - 4 zeges
1e etappe Ronde van Catalonië
2e etappe Ronde van Catalonië
 Eindklassement Ronde van Catalonië
8e etappe Ronde van Zwitserland
2013 - 3 zeges
4e etappe Parijs-Nice
GP Kanton Aargau
4e etappe Ronde van Frankrijk (ploegentijdrit)
2014 - 4 zeges
1e etappe Ronde van Romandië
2e etappe Ronde van Romandië
4e etappe Ronde van Romandië
Tre Valli Varesine
2015 - 2 zeges
2e etappe Ronde van Romandië
3e etappe Ronde van Romandië
2016 - 2 zeges
5e etappe Ronde van Romandië
Puntenklassement Ronde van Romandië
2017 - 3 zeges
2e etappe Ronde van het Baskenland
1e etappe Ronde van Romandië
Coppa Agostoni
2018 - 3 zeges
2e etappe Tour des Fjords
Eindkassement Tour des Fjords
Puntenklassement Tour des Fjords

### Resultaten in voornaamste wedstrijden
| Jaar | Ronde van Italië | Ronde van Frankrijk | Ronde van Spanje |
| ---- | ---------------- | ------------------- | ---------------- |
| 2003 |                  |                     |                  |
| 2004 | 88e              |                     |                  |
| 2005 |                  | 145e                |                  |
| 2006 |                  | 117e                |                  |
| 2007 |                  | 59e                 |                  |
| 2008 |                  |                     |                  |
| 2009 |                  |                     | opgave           |
| 2010 | 123e             |                     |                  |
| 2011 |                  |                     | 123e (1)         |
| 2012 |                  | 110e                |                  |
| 2013 |                  | 86e                 |                  |
| 2014 |                  | 70e                 |                  |
| 2015 |                  | opgave              |                  |
| 2016 |                  | 132e                |                  |
| 2017 |                  | 98e                 |                  |
| 2018 |                  |                     | 118e             |
| 2019 |                  |                     |                  |
| 2020 |                  |                     |                  |

| Jaar | Milaan-San Remo | Gent-Wevelgem | Parijs-Roubaix | Amstel Gold Race | Luik-Bast.‑Luik | Ronde van Lombardije | Waalse Pijl |  | WK op de weg |  | Wereldranglijsten |
| ---- | --------------- | ------------- | -------------- | ---------------- | --------------- | -------------------- | ----------- |  | ------------ |  | ----------------- |
| 2003 |                 |               |                |                  | opgave          |                      |             |  |              |  |                   |
| 2004 |                 |               | opgave         |                  |                 |                      |             |  | opgave       |  |                   |
| 2005 |                 | 64e           | opgave         |                  | opgave          |                      |             |  | opgave       |  | 173e (UPT)        |
| 2006 |                 |               | opgave         | opgave           |                 |                      |             |  | 73e          |  |                   |
| 2007 |                 |               |                | 79e              |                 |                      |             |  |              |  | 188e (UPT)        |
| 2008 | 118e            |               |                | 70e              |                 |                      | 7e          |  |              |  | 106e (UPT)        |
| 2009 |                 |               |                | 15e              | 65e             |                      | 9e          |  | 82e          |  | 129e (UWK)        |
| 2010 | opgave          |               |                | 42e              | 99e             | opgave               | 10e         |  | opgave       |  | 73e (UWK)         |
| 2011 | 109e            |               |                | 62e              | 87e             | opgave               | 11e         |  | 86e          |  | 134e (UWT)        |
| 2012 |                 |               |                | 87e              | 75e             | opgave               | ↑           |  | 17e          |  | 23e (UWT)         |
| 2013 |                 |               |                | 55e              | 51e             | opgave               | 21e         |  | opgave       |  | 126e (UWT)        |
| 2014 |                 |               |                | opgave           | 95e             | 6e                   | 7e          |  | 66e          |  | 66e (UWT)         |
| 2015 |                 |               |                | 69e              | 56e             | opgave               | ↑           |  | 66e          |  | 64e (UWT)         |
| 2016 | 122e            |               |                | 57e              | ↑               |                      | 7e          |  |              |  | 50e (UWT)         |
| 2017 | 45e             |               |                | ↑                | 7e              | opgave               | 5e          |  | 7e           |  | 44e (UWT)         |
| 2018 |                 |               |                | opgave           | opgave          | opgave               | opgave      |  |              |  |                   |
| 2019 |                 |               |                | 60e              | 70e             |                      | opgave      |  | 22e          |  |                   |
| 2020 | 130e            |               |                |                  | 76e             | opgave               | 49e         |  | opgave       |  |                   |

### Resultaten in kleinere rondes
| Jaar | Parijs-Nice | Ronde van Catalonië | Ronde van het Baskenland | Ronde van Romandië | Ronde van Zwitserland | BinckBank Tour |
| ---- | ----------- | ------------------- | ------------------------ | ------------------ | --------------------- | -------------- |
| 2003 |             |                     |                          |                    |                       |                |
| 2004 |             |                     |                          |                    |                       |                |
| 2005 |             |                     |                          | 115e               | 84e (1)               |                |
| 2006 | opgave      |                     |                          | 84e                | 52e                   |                |
| 2007 |             |                     |                          | 87e                | 44e                   |                |
| 2008 | 22e         |                     | 89e                      | 32e                | 12e                   |                |
| 2009 |             | 11e                 | opgave (1)               |                    | 11e (1)               |                |
| 2010 |             |                     | 73e                      |                    | 65e                   |                |
| 2011 |             |                     | 127e                     |                    | 39e                   |                |
| 2012 | 37e         | ↑ (2)               | 87e                      |                    | opgave (1)            |                |
| 2013 | 52e (1)     |                     | 70e                      | 26e                | 41e                   |                |
| 2014 | 123e        |                     | 53e                      | 79e (3)            | 80e                   |                |
| 2015 |             |                     | 55e                      | 59e (2)            | 37e                   |                |
| 2016 | 102e        |                     | 49e                      | 60e (1)            | 71e                   |                |
| 2017 | 84e         |                     | 107e (1)                 | 75e (1)            | 67e                   |                |
| 2018 |             |                     | opgave                   | 84e                | 83e                   |                |
| 2019 |             | opgave              | opgave                   | 78e                | 67e                   | 58e            |
| 2020 |             |                     |                          |                    |                       |                |

## Ploegen
2001 –  Fassa Bortolo (stagiair vanaf 1 september)
2003 –  Phonak Hearing Systems
2004 –  Phonak Hearing Systems
2005 –  Liquigas-Bianchi
2006 –  Liquigas
2007 –  Liquigas
2008 –  Liquigas
2009 –  Team Columbia-HTC
2010 –  Team HTC-Columbia
2011 –  Team HTC-High Road
2012 –  Orica GreenEDGE
2013 –  Orica GreenEDGE
2014 –  Orica GreenEDGE
2015 –  Orica GreenEDGE
2016 –  Orica-BikeExchange
2017 –  Orica-Scott
2018 –  Mitchelton-Scott
2019 –  Mitchelton-Scott
2020 –  Mitchelton-Scott
Wielerploegen van Michael Albasini
Baldato · Basso · Belli · Casagrande · Fincato · Frigo · Giordani · Hoestov · Ivanov · Kirchen · Konysjev · Loda · Mazzanti · Peron · Petacchi · Petito · Pozzi · Rumšas · Tiralongo · Tosatto · Valjavec · Albasini (stagiair) · Moletta (stagiair) · Pietropolli (stagiair)
Aebersold · 
Albasini · 
Bayarri · 
Bergmann (tot 31/01) · 
Bertolini ·
Beuchat · 
Camaño · 
Camenzind · 
Dessel · 
Domínguez ·
Elmiger · 
Fertonani ·   
Gougot · 
Grabsch · 
Kupfernagel ·
Martinez · 
Moos · 
Oesaw · 
Pereiro · 
Pérez ·
Rast ·
Salmon · 
Schnider · 
Strazzer · 
Zülle · 
Tschopp (stagiair) · 
Urweider (stagiair) 
Aebersold · 
Albasini · 
Bayarri · 
Bennati ·  
Camenzind (tot 31/07) · 
Dessel · 
Elmiger · 
Fertonani · 
González ·   
Grabsch · 
Gutiérrez ·
Hamilton ·
Jalabert ·
Moos · 
Murn · 
Nose · 
Oesaw · 
Pereiro · 
Pérez ·
Rast ·
Sevilla · 
Schnider · 
Tschopp · 
Valjavec · 
Zülle (tot 31/08) · 
Urweider (stagiair) 
Albasini ·
Andriotto · 
Bäckstedt · 
Calcagni ·
Carlström · 
Cioni ·
Cipollini (tot 30/04) ·
Colli ·
Di Luca ·
Garzelli ·
Gasparotto ·
Gerosa ·  
Ljungqvist ·
Loda · 
Mason · 
Miholjević ·
Milesi ·
Miorin ·  
Mugerli ·
Noè ·
Pagliarini ·
Pellizotti ·
Righetto ·
Sironi ·
Wegelius ·
Zanotti ·
Capecchi (stagiair) ·
Da Dalto (stagiair) ·
Di Lorenzo (stagiair)
Albasini ·
Andriotto · 
Bäckstedt · 
Calcagni ·
Capecchi ·
Carlström · 
Cioni ·
Colli ·
Curtolo ·
Da Dalto ·
Di Luca ·
Failli ·
Garzelli ·
Gasparotto ·
Kreuziger ·  
Loda · 
Miholjević ·
Milesi ·
Mugerli ·
Nibali ·  
Noè ·
Paolini ·
Pellizotti ·
Quinziato ·
Righetto ·
Spezialetti ·
Wegelius ·
Zanini ·
Basso (stagiair) ·
Fornasier (stagiair) 
Albasini ·
Bäckstedt · 
Beltrán · 
Bertagnolli ·
Bodnar ·
Calcagni ·
Capecchi ·
Carlström · 
Cataldo ·
Chicchi ·
Da Dalto ·
Di Luca ·
Failli ·
Fischer ·
Gasparotto ·
Kreuziger ·  
Koetsjynski · 
Miholjević (tot 15/08) ·
Mugerli ·
Nibali ·  
Noè ·
Paolini ·
Pellizotti ·
Petito ·
Pozzato ·
Quinziato ·
Spezialetti ·
Trenti ·
Vanotti ·
Wegelius ·
Willems
Agnoli ·
Albasini ·
Basso · 
Beltrán (tot 30/09) · 
Bennati ·
Bertagnolli ·
Bodnar ·
Carlström · 
Cataldo ·
Chicchi ·
Corioni ·
Curtolo ·
Da Dalto ·
Fischer ·
Franzoi ·
Kreuziger ·  
Koetsjynski · 
Miholjević ·
Mugerli ·
Nibali ·  
Noè ·
Pellizotti ·
Petito (tot 15/04) ·
Pozzato ·
Quinziato ·
Santaromita ·
Štangelj ·
Trenti ·
Vanotti ·
Wegelius ·
Willems ·
Da Ros (stagiair) ·
Guarnieri (stagiair)
Albasini ·
Barry ·
Boasson Hagen ·
Burghardt ·
Cavendish ·
Dockx ·
Eisel ·
Grabsch   ·
Greipel ·
Hansen ·
Henderson ·
Hincapie ·
Kirchen ·
Lewis ·
Löfkvist ·
Martin ·
Monfort ·
Pinotti ·
Possoni ·
Raboň ·
Renshaw ·
Reynés ·
Rogers ·
Sieberg ·
Siwtsow
Albasini ·
Bak ·
Cavendish ·
Dockx ·
Eisel ·
Ghyselinck ·
Goss ·
Grabsch ·
Greipel ·
Gretsch ·
Guldhammer ·
Hansen ·
Howard ·
Lewis ·
Martin ·
Monfort ·
Pinotti ·
Raboň ·
Renshaw ·
Reynés ·
Rogers ·
Roulston ·
Saramotins ·
Sieberg ·
Siwtsow ·
van Garderen ·
M. Velits ·
P. Velits
Albasini ·
Bak ·
Brammeier ·
Cavendish  ·
Degenkolb ·
Eisel ·
Fairly ·
Ghyselinck ·
Goss ·
Grabsch ·
Gretsch ·
Howard ·
Lewis ·
Martin   ·
Pate ·
Pinotti ·
Raboň ·
Rasmussen (tot 15/09) ·
Renshaw ·
Roulston ·
Siwtsow ·
Smukulis ·
van Garderen ·
M. Velits ·
P. Velits ·
Dempster (stagiair) ·
Norris (stagiair)
Albasini · Beppu · Bewley · Bobridge · Clarke · Cooke · Davis · Dean · Docker · Durbridge · Gerrans · Goss · Hepburn · Howard · Impey · Keukeleire · Kruopis · Lancaster · Langeveld · McEwen · Meier · C.Meyer · T.Meyer · Mouris · O'Grady · Sulzberger · Teklehaimanot · Tuft · Vaitkus · Weening · Wilson
Albasini · Beppu · Bewley · Clarke · Cooke · Davis · Docker · Durbridge · Gerrans · Goss · Hepburn · Howard · Howson (stagiair) · Impey · Kang (stagiair) · Keukeleire · Kruopis · Lancaster · Langeveld · Matthews · Meier · C.Meyer · T.Meyer · Mouris · O'Grady · Sulzberger · Teklehaimanot · Tuft · Vaitkus · Weening
Albasini · Bewley · Chaves · Clarke · Docker · Durbridge · Ewan · Gerrans · Goss · Hayman · Hepburn · Howard · Howson · Impey · Keukeleire · Kruopis · Lancaster · Matthews · Meier · C.Meyer · Mouris · Santaromita · Schurter · Tuft · Weening · A.Yates · S.Yates · Cort (stagiair)
Albasini · Bewley · Blythe · Chaves · Clarke · Cort · Docker · Durbridge · Ewan · Gerrans · Hayman · Hepburn · Howard · Howson · Impey · Keukeleire · Lancaster · Matthews · Meier · C.Meyer · Mouris · Santaromita · Tuft · Weening · A.Yates · S.Yates
Albasini · Bewley · Chaves · Cheung · Cort · Docker · Durbridge · Edmondson · Ewan · Gerrans · Haig · Hayman · Hepburn · Howson · Impey · Juul-Jensen · Keukeleire · Matthews · Meier · Mezgec · Plaza · Power · Tuft · Txurruka · Verona · A.Yates · S.Yates · Schultz (stagiair)
Albasini · Bewley · Chaves · Cheung · Cort · Docker · Durbridge · Edmondson · Ewan · Gerrans · Haig · Hayman · Hepburn · Howson · Impey · Juul-Jensen · Keukeleire · Kluge · Kreuziger · Mezgec · Plaza · Power · Tuft · Verona · A. Yates · S. Yates
Albasini · Bauer · Bewley · Chaves · Durbridge · Edmondson · Ewan · Haig · Hamilton · Hayman · Hepburn · Howson · Impey · Juul-Jensen · Kluge · Kreuziger · Meyer · Mezgec · Nieve · Power · Trentin  · Tuft · Verona · A. Yates · S. Yates
Affini · Albasini · Bauer · Bewley · Bookwalter · Chaves · Durbridge · Edmondson · Grmay · Haig · Hamilton · Hayman · Hepburn · Howson · Impey · Juul-Jensen · Meyer · Mezgec · Nieve · Schultz · Scotson · Smith · Stannard · Trentin  · A. Yates · S. Yates
Affini · Albasini · Bauer · Bewley · Bookwalter · Chaves · Durbridge · Edmondson · Grmay · Groves · Haig · Hamilton · Hepburn · Howson · Impey · Juul-Jensen · Konysjev · Meyer · Mezgec · Nieve · Peák · Schultz · Scotson · Smith · Stannard · A. Yates · S. Yates · Zejts